# شهرستان فلپس (میزوری)
شهرستان فلپس، میزوری (به انگلیسی: Phelps County, Missouri) یک سکونتگاه مسکونی در ایالات متحده آمریکا است که در میزوری واقع شده‌است.